# DVD-Audio V
Los discos DVD-Audio V son unos discos similares a los DVD-A (DVD-Audio), pero contiene una zona de video más extendida (videoclips, entrevistas, pequeños documentales etc). 
El audio del DVD-Audio V ya no está codificado con MLP sino que utilizan el códec AC3. Estos discos  se reproducen en un lector universal o de audio, pero, para ver la información de vídeo, hay que reproducirlo en un DVD-Vídeo.
- Datos: Q5797248